# Дельмедиго, Йосеф
Йосе́ф Шломо Кандия Дельмеди́го (ивр. ר' יוסף שלמה ברבי אליהו דילמדיגו רופא‎;
1591, Кандия — 1655, Прага) — еврейский астроном, раввин и писатель. Первый еврейский учёный, категорически поддержавший систему Коперника, автор книг по многим наукам.

## Биография
Йозеф Дельмедиго родился на Крите в 1591 году, в семье, давшей много учёных людей, получил хорошее еврейское и общее образование, учил языки, в том числе древнегреческий и латинский. В 15 лет поступил в Падуанский университет, где учился философии, математике, медицине, и особенно астрономии у самого Галилея. В книге «Эйлим» Дельмедиго взволнованно вспоминал, как Галилей разрешил делать наблюдения из своего знаменитого телескопа и даже назвал Галилея титулом «Рабби», которым обычно называют раввинов. Был близко знаком с раввином Леоном де Модена из Венеции. Читал и высоко ценил труды своего идеологического предшественника Иеуды Мессера Леона.
Гонимый жаждой знаний, вёл скитальческий образ жизни, хотя и занимал раввинские посты в Гамбурге и Амстердаме. Побывал в Каире, Константинополе, Вильне, Франкфурте-на-Майне. Учился, где мог с евреями, караимами, мусульманами, христианами. В Константинополе учил у р. Яакова Ибн Нахмиаса каббалу, которую тот согласовывал с Платоном. Позднее в Яссах изучал каббалу под руководством р. Шломо Ибн Араби. В Литве практиковал как врач, выступал в синагогах в качестве проповедника. К нему особенно влеклись караимы из Тракая. Караимский учёный Натан бен Зерах задал Дельмедиго 12 общих и семьдесят частных вопросов. Дельмедиго в ответ написал свою самую известную книгу «Эйлим», состоящим из многих частей на разные темы. Название книги — аллюзия к стиху Торы: «И пришли они в Эйлим…» (Исх. 15:27), потому что там было 12 колен и семьдесят пальм. Некоторые части книги обозначены как сочинения других людей. В данном сочинении всецело поддержал систему Коперника, «аргументов в пользу которой не могут понять лишь глупцы». Обсуждал теорию музыки. По многим другим вопросам, особенно каббале высказывал непоследовательные взгляды, возможно, опасаясь обвинений в ереси..
В 1620 году уехал из Речи Посполитой, задержался в Гамбурге, где выступал с речами в сефардской синагоге. Там же по просьбе общины написал книгу
ивр. מצרף לכסף‎ (Очищающий серебро), где доказывал истинность каббалы, в частности выдвинул возражения на книгу собственного деда, который каббалу не считал аутентичной. В 1629 году переехал в Амстердам, и там тоже принял раввинский пост, но быстро вернулся в германские страны, стал врачом во Франкфурте-на-Майне. Переехал в Прагу в 1648 году, где пребывал до смерти в 1655 году.
Дельмедиго известен также под именем «ивр. Яшар‎ из Кандии», где «Яшар» — ивритская аббревиатура слов Йосеф Шломо ивр. Рофе‎ (врач). Действительно, был известен и как врач, был в Вильне личным врачом князя Радзивилла. Из всех книг, написанных Дельмедиго, наиболее известно две: Эйлим и Таалумот хохма в защиту каббалы.

## Книги
- Дельмедиго, Йосеф Соломон. Эйлим. — 1-е изд. — Амстердам, 1629.